# July Creek
July Creek är ett vattendrag i Kanada.   Det ligger i provinsen British Columbia, i den södra delen av landet, 3 200 km väster om huvudstaden Ottawa.
I omgivningarna runt July Creek växer i huvudsak barrskog. Trakten runt July Creek är nära nog obefolkad, med mindre än två invånare per kvadratkilometer.